# Гейслерова, Анна
Анна Гейслерова (чеш. Anna Geislerová; род. 17 апреля 1976, Прага) — чешская актриса. Лауреат премии Международного кинофестиваля в Сан-Себастьяне за роль в фильме «Счастье».

## Фильмография
| Фильмы      | Фильмы                    | Фильмы                             | Фильмы                     |
| Год         | На русском языке          | На языке оригинала                 | Роль                       |
| ----------- | ------------------------- | ---------------------------------- | -------------------------- |
| 2016        | Антропоид                 | Anthropoid                         | Ленка                      |
| 2011        | Невинность                | Nevinnost                          | Лида                       |
| 2009        | Хель                      | Hel                                | Ханка                      |
| 2007        | Медвежонок                | Medvídek                           | Медвежонок                 |
| 2006        | Красавица в беде          | Kraska v nesnazich                 | Марсела                    |
| 2005        | Заткнись и пристрели меня | Shut Up and Shoot Me               | Либа Земан                 |
| 2005        | Безумие                   | Sileni                             | Шарлота                    |
| 2005        | Счастье                   | Stesti                             | Даша                       |
| 2003        | Супертекс                 | SuperTex                           | Мария                      |
| 2003        | Желяры                    | Zelary                             | Элиша/Хана                 |
| 2001        | Бассейн                   | Swimming Pool — Der Tod feiert mit | Катрин                     |
| 2000        | Букет                     | Kytice                             | Дорника/Ната               |
| 2000        | Англия!                   | England!                           | Мария                      |
| 1999        | Возвращение идиота        | Navrat idiota                      | Анна                       |
| 1994        | Поездка                   | Jizda                              | Анна                       |
| Телевидение |                           |                                    |                            |
| Год         | На русском языке          | На языке оригинала                 | Роль                       |
| 2019        | Принцип удовольствия      | Princip slasti                     | прокурор Даниэлла Хегерова |
| 1993        | Джовани Муссолини         | Il Giovane Mussolini               | Элеонора                   |
| 1993        | Пещера золотой розы 3     | Fantaghiro 3                       | Королева эльфов            |
| 1992        | Пещера золотой розы 2     | Fantaghiro 2                       | Королева эльфов            |

## Награды и номинации
Полный список наград и номинаций на сайте IMDb.
| Награды и номинации | Награды и номинации            | Награды и номинации          | Награды и номинации    | Награды и номинации |
| Год                 | Награда                        | Категория                    | Фильм                  | Результат           |
| ------------------- | ------------------------------ | ---------------------------- | ---------------------- | ------------------- |
| 1995                | Чешский лев                    | Лучшая актриса               | Поездка                | Номинация           |
| 2000                | Чешский лев                    | Лучшая актриса второго плана | Возвращение идиота     | Победа              |
| 2004                | Чешский лев                    | Лучшая актриса               | Желяры                 | Победа              |
| 2005                | Бангкокский кинофестиваль      | Лучшая актриса               | Желяры                 | Победа              |
| 2005                | Кинофестиваль в Сан-Себастьяне | Лучшая актриса               | Счастье                | Победа              |
| 2006                | Чешский лев                    | Лучшая актриса второго плана | Счастье                | Победа              |
| 2007                | Чешский лев                    | Лучшая актриса               | Красавица в беде       | Победа              |
| 2008                | Чешский лев                    | Лучшая актриса второго плана | Медвежонок             | Номинация           |
| 2011                | Чешский лев                    | Лучшая актриса               | Удостоверение личности | Номинация           |
| 2012                | Чешский лев                    | Лучшая актриса               | Невинность             | Победа              |
| 2013                | Чешский лев                    | Лучшая актриса               | Четыре солнца          | Номинация           |
| 2014                | Чешский лев                    | Лучшая актриса               | Медовый месяц          | Номинация           |
| 2015                | Чешский лев                    | Лучшая актриса второго плана | Игра по правилам       | Номинация           |
| 2020                | Чешский лев                    | Лучшая актриса второго плана | Амнистия               | Номинация           |